# Lilium catesbaei
Lilium catesbaei är en liljeväxtart som beskrevs av Thomas Walter. Lilium catesbaei ingår i släktet liljor, och familjen liljeväxter. Inga underarter finns listade.

## Bildgalleri

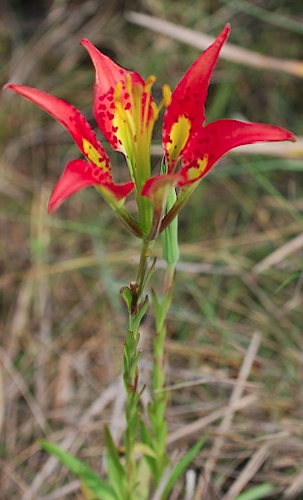
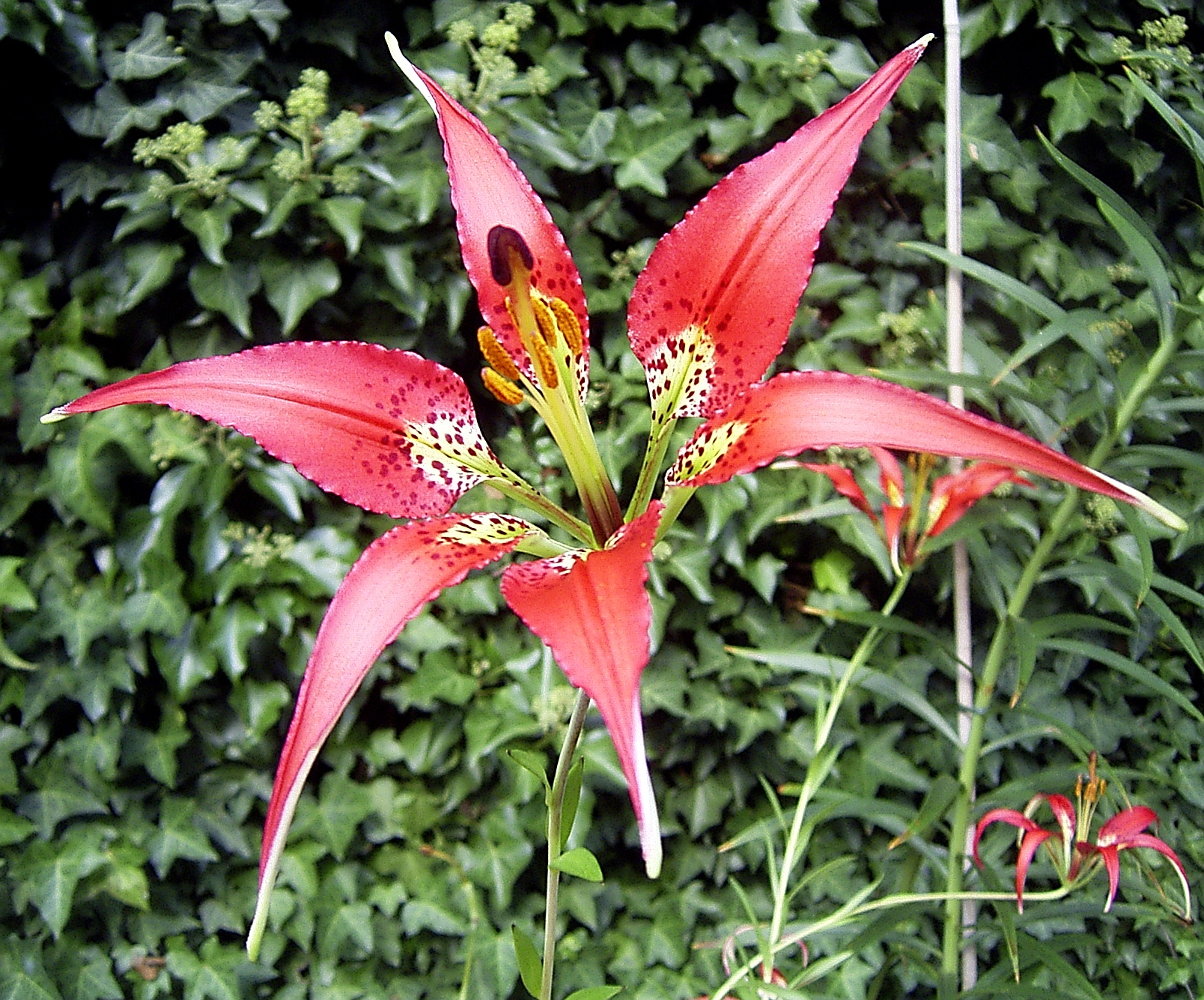
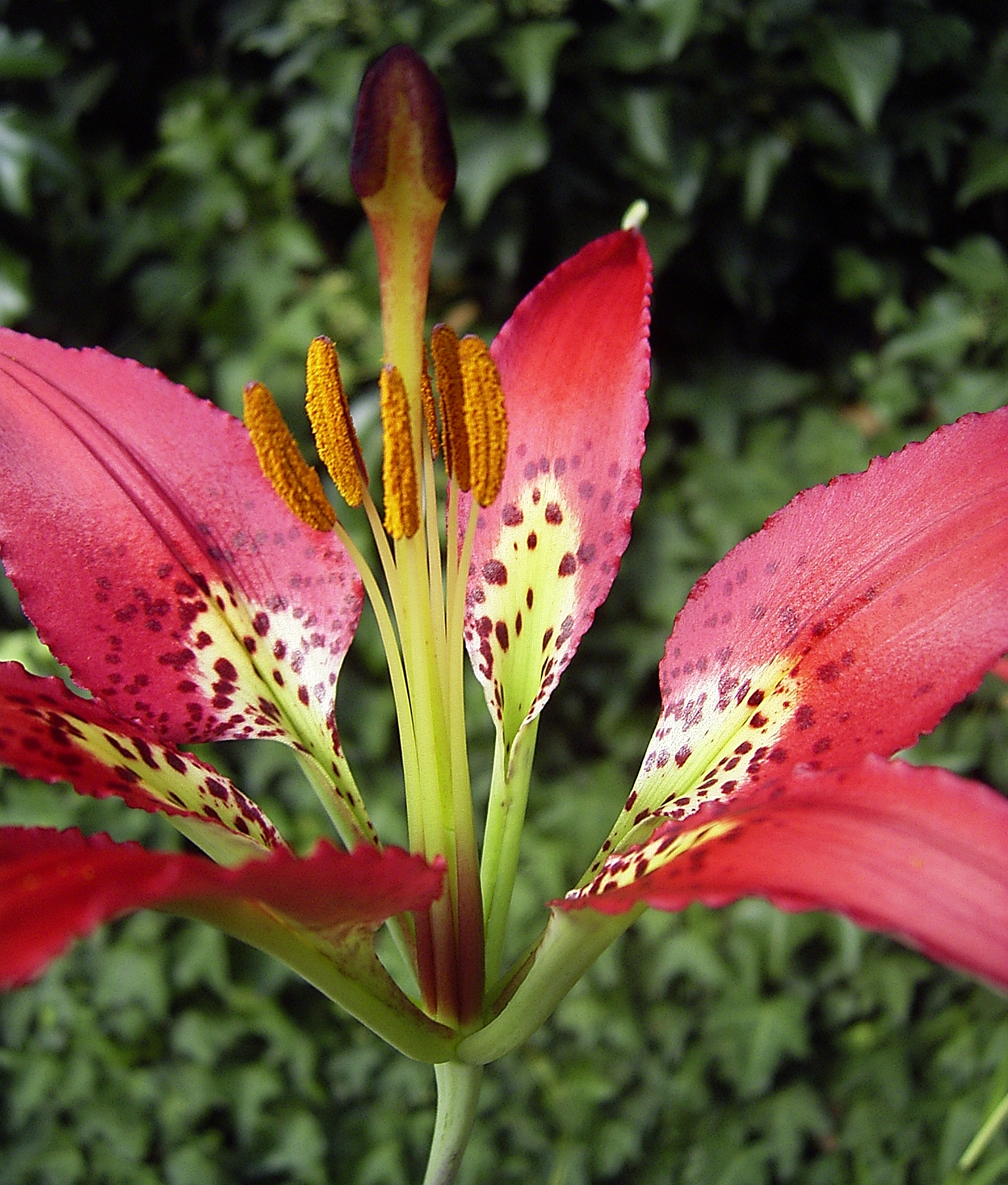
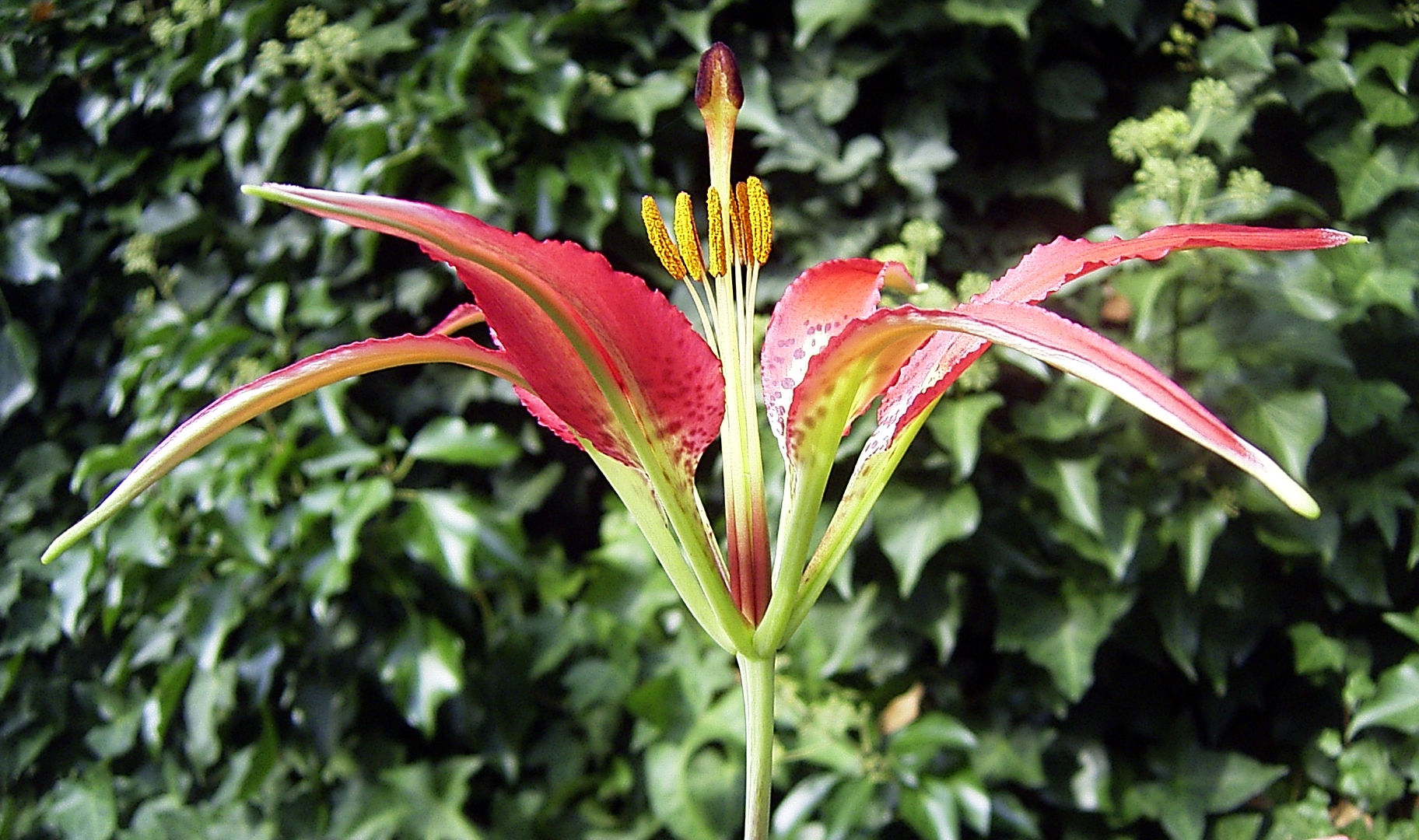
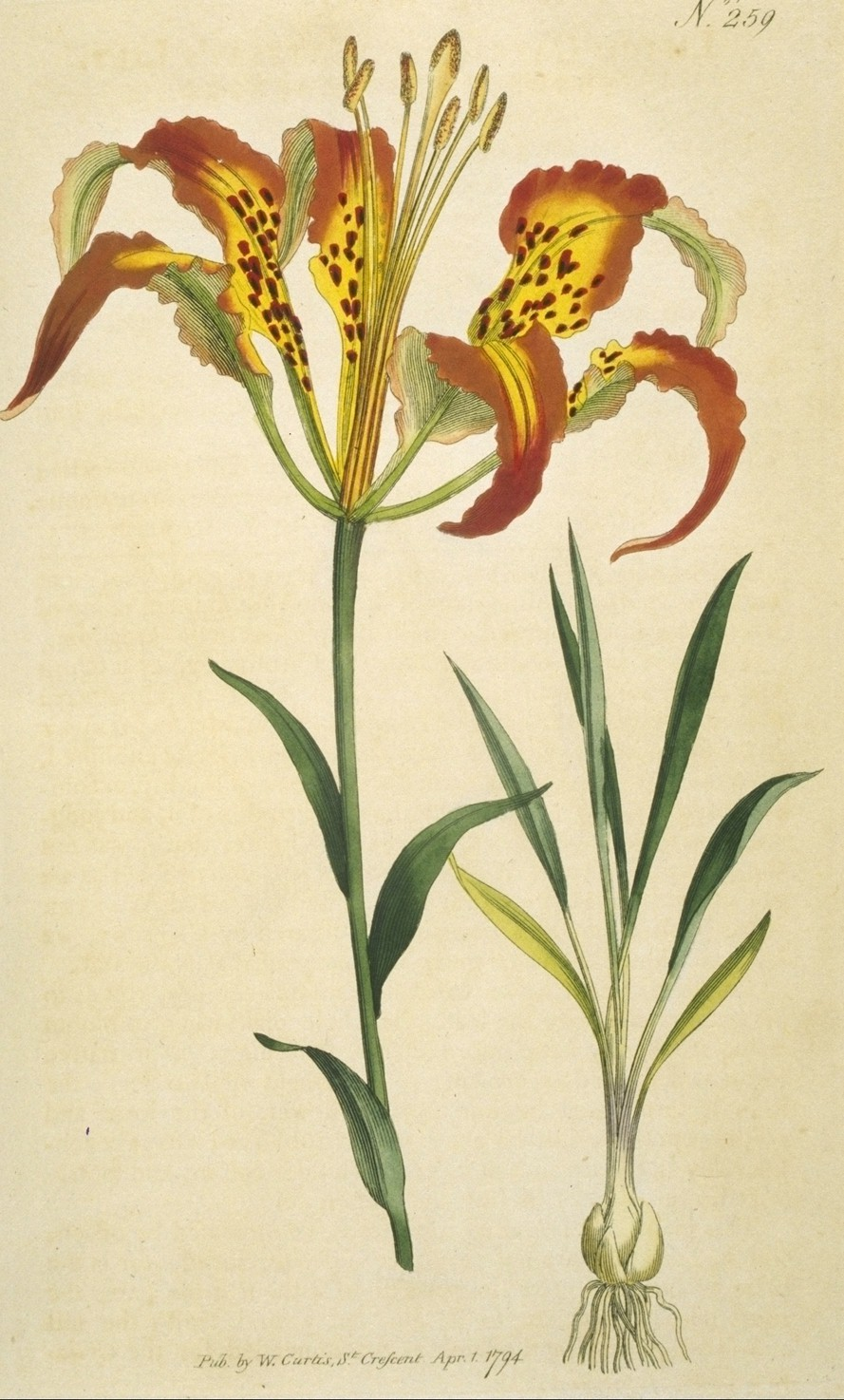
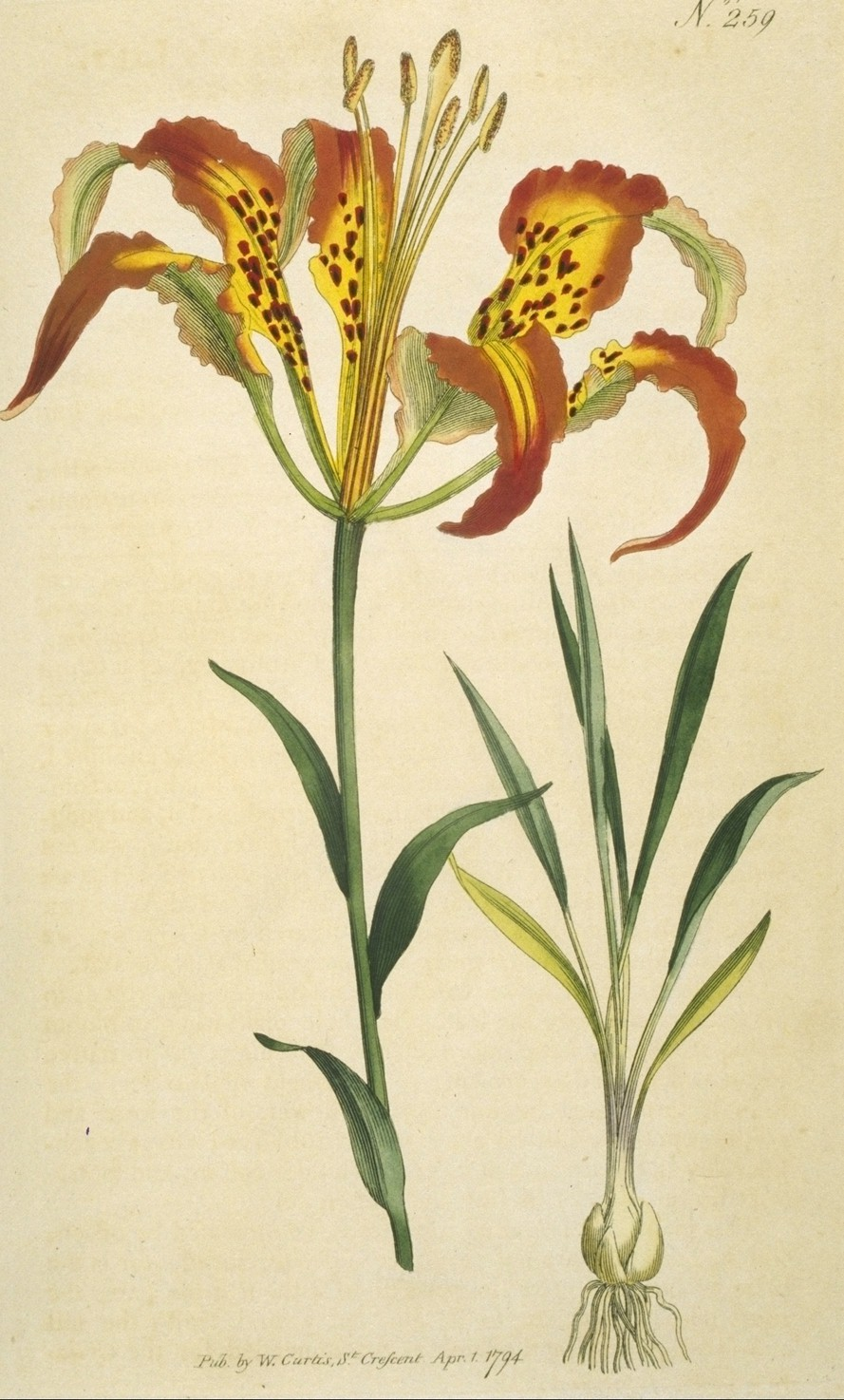